# NGC 7036
NGC 7036 في الفهرس العام الجديد، هو نجم متعدد، يقع في كوكبة الفرس الأعظم. اكتشف في 11 أكتوبر 1825 . بواسطة جون هيرشل .

## روابط خارجية
- NGC 7036 على موقع ويكي سكاي: DSS2, SDSS, GALEX, IRAS, Hydrogen α, X-Ray, Astrophoto, Sky Map, Articles and images